# 471
| [ Edytuj tabelę ]          |                                           |
| Cesarz Bizancjum           | - 457 Leon I 474                          |
| Król Franków               | - 457 Childeryk I 481                     |
| Król Kentu                 | - 455 Hengest 488                         |
| Patriarcha Konstantynopola | - 458 Gennadiusz I 471 - 471 Akacjusz 488 |
| Władca Korei               | - 413 Changsu 491                         |
| Król Munsteru              | - 453 Óengus 489                          |
| Król Ostrogotów            | - 471 Teodoryk Wielki 526                 |
| Papież                     | - 468 Symplicjusz 483                     |
| Król Persji                | - 459 Peroz I 484                         |
| Cesarz Rzymu               | - 467 Antemiusz 472                       |
| Król Wandalów              | - 428 Genzeryk 477                        |
| Król Wizygotów             | - 466 Euryk 484                           |

Rok 471 / CDLXXI
stulecia: IV wiek ~
V wiek ~
VI wiek

lata: 461 «
466 «
467 «
468 «
469 «
470 «
471
» 472
» 473
» 474
» 475
» 476
» 481

## Wydarzenia
- Rozpoczęcie przez Euryka kodyfikacji prawa Wizygotów.

## Zmarli
- 25 sierpnia – Gennadiusz I, patriarcha Konstantynopola
- Flawiusz Ardaburiusz Aspar, wojskowy